# Bactrianoscythris
Bactrianoscythris là một chi bướm đêm thuộc họ Gelechioidea.

## Các loài
- Bactrianoscythris afghana Passerin d'Entrèves & Roggero, 2009
- Bactrianoscythris annae Passerin d'Entrèves & Roggero, 2009
- Bactrianoscythris depranella Passerin d'Entrèves & Roggero, 2009
- Bactrianoscythris ginevrae Passerin d'Entrèves & Roggero, 2009
- Bactrianoscythris khinjani Passerin d'Entrèves & Roggero, 2009
- Bactrianoscythris pamirica (Passerin d'Entrèves & Roggero, 2008)
- Bactrianoscythris satyrella (Staudinger, 1880)